# Edmund Maćkowiak (chórmistrz)
Edmund Maćkowiak (ur. 15 października 1903 w Gułtowach, zm. 30 marca 1971 w Poznaniu) – polski chórmistrz, kompozytor około 60 pieśni chóralnych, dyrygent, pedagog i metodyk.

## Życiorys
Urodził się w rodzinie Macieja i Franciszki z Dropików. Miał pięć sióstr: Pelagię po mężu Królak (ur. 1890), Zofię po mężu Szynklewską (ur. 1894), Stanisławę po mężu Fabiś (ur. 1897), Ludwikę (1898–1904) oraz Ludwikę po mężu Stachowiak (ur. 1908). Po ukończeniu niemieckiej szkoły powszechnej w Gułtowach, od 1917 kontynuował edukację w Seminarium Nauczycielskim w Rogoźnie. Maturę zdał w 1923, ale już w szkole polskiej o tym samym profilu. Uzyskał uprawnienia do nauczania w szkołach powszechnych. Dalsze kształcenie odbył w Konserwatorium Poznańskim pod kierunkiem: Feliksa Nowowiejskiego, ks. Wacława Gieburowskiego, Gertrudy Konatkowskiej, Władysława Raczkowskiego, Henryka Opieńskiego i Stanisława Wiechowicza. Pracował jako nauczyciel przedmiotów muzycznych w szkole powszechnej w Poznaniu, a po ukończeniu konserwatorium w 1926 i studiów pedagogicznych na Uniwersytecie Poznańskim, gdzie otrzymał uprawnienia do nauczania w szkołach średnich, w Seminarium Nauczycielskim w Czarnkowie. Prowadził chór i orkiestrę, organizował koncerty, kierował młodzież w czasie wakacji do zbierania w swojej okolicy polskiej muzyki ludowej pielęgnowanej przez starsze pokolenia. Współpracował z polskimi chórami na Opolszczyźnie, współredagował „Śpiewnik Śląski” i miesięcznik „Przyjaciel pieśni”.
Tuż przed wybuchem II wojny światowej ukrył się w podpoznańskim Kostrzynie u swego szwagra-księdza, proboszcza Kazimierza Michalskiego. Podczas okupacji, pod zmienionym nazwiskiem, mieszkał w Poznaniu i pracował jako urzędnik w opiece społecznej. Równocześnie, wraz z żoną Izabelą, brał udział w tajnym nauczaniu.
W lutym 1945 został skierowany do pracy w Państwowym Gimnazjum i Liceum Pedagogicznym w Poznaniu jako nauczyciel muzyki. W październiku 1947 został pracownikiem poznańskiej Państwowej Wyższej Szkoły Muzycznej. W latach 1949–1950 był prodziekanem Wydziału IV, 1950–1960 dziekanem, 1960–1961 prorektorem uczelni, 1961–1967 rektorem i od 1967 do marca 1971 ponownie dziekanem Wydziału IV (Wydziału Wychowania Muzycznego, obecnie o nazwie: Dyrygentury Chóralnej, Edukacji Muzycznej i Muzyki Kościelnej). W latach 1951–1971 prowadził Chór Uczelniany realizując z nim wiele dzieł kantatowo-oratoryjnych.
Angażował się w amatorski ruch śpiewaczy: prowadził chóry w Gułtowach, Rogoźnie, Czarnkowie, na Opolszczyźnie w czasie pobytu w Bytomiu, po II wojnie światowej działał jako dyrygent i kierownik artystyczny chóru „Lutnia” w Poznaniu (1945–1949). Aktywnie uczestniczył w Związku Śpiewaczym. Od 1951 pełnił funkcje: Dyrektora Artystycznego Wielkopolskiego Związku Śpiewaczego, od 1965 Dyrektora Artystycznego Zarządu Głównego Związku w Warszawie, pod nową nazwą Zjednoczenie Polskich Zespołów Śpiewaczych i Instrumentalnych. Od sierpnia 1970 równolegle pełnił funkcję prezesa tego Związku. Ponadto był współzałożycielem Wielkopolskiego Towarzystwa Kulturalnego, od 1946 przewodniczącym doradczej Rady Artystycznej Poznańskiego Towarzystwa Muzycznego.
Autor Przewodnika metodycznego nauki śpiewu (1959).
Był dwukrotnie żonaty. Po raz pierwszy z Izabelą z Michalskich (zm. 1966), współzałożycielką Wielkopolskiego Studium Muzycznego, w którym pracowała jako nauczycielka gry na fortepianie. 21 lipca 1969 poślubił Krystynę z Domańskich, absolwentkę i pedagoga poznańskiej Akademii Muzycznej.
Zmarł 30 marca 1971 w Szpitalu Klinicznym Przemienienia Pańskiego w Poznaniu. Pochowany 2 kwietnia 1971 na Cmentarzu Junikowo w Poznaniu (pole 11-1-5).

## Ordery i odznaczenia
- Krzyż Kawalerski Orderu Odrodzenia Polski (1957)
- Złoty Krzyż Zasługi (22 lipca 1952)[3]
- Medal Dziesięciolecia Odzyskanej Niepodległości (1929)
- Honorowa Odznaka Złota z Wieńcem Laurowym ZPZŚiI (1970)